# Château Capion
 (juin 2025).
- Si vous ne connaissez pas le sujet, laissez ce bandeau (vous pouvez alors contacter les auteurs).
- Si vous supprimez le contenu mis en cause (vous pouvez préalablement contacter les auteurs),

argumentez précisément cette suppression dans la page de discussion
(un manque de référence n'est pas un argument ; une recherche réelle de référence doit avoir été effectuée, être formellement documentée).
 (juin 2025).
Motif : Insuffisance en matière de sources secondaires centrées, d'envergure nationale et indépendantes de toute démarche commerciale liée au sujet. Cf WP:CAA
- Archive Wikiwix
- Bing
- Cairn
- DuckDuckGo
- E. Universalis
- Gallica
- Google
- G. Books
- G. News
- G. Scholar
- Persée
- Qwant
- (zh) Baidu
- (ru) Yandex
- (wd) trouver des œuvres sur Wikidata

| 1. | Préciser le motif de la pose du bandeau. | Précisez le motif de la pose du bandeau en utilisant la syntaxe suivante : {{admissibilité à vérifier\|date=juillet 2025\|motif=remplacez ce texte par le motif}}                   |
| 2. | Informer les utilisateurs concernés.     | Pensez à avertir le créateur de l'article, par exemple, en insérant le code ci-dessous sur sa page de discussion : {{subst:avertissement admissibilité à vérifier\|Château Capion}} |

Le château Capion est un domaine viticole situé sur la commune d'Aniane dans le département de l'Hérault, région Occitanie. Ses vins (blanc, rosé, et rouge) sont classés en AOP Terrasse du Larzac, AOC Languedoc, IGP Saint-Guilhem-le-Désert et en IGP Pays d'Oc.

## Histoire
Le domaine de Capion, appelé « Capiou » en occitan, trouve ses origines au XVIe siècle, période à laquelle sa première construction est mentionnée dans de vieux manuscrits. Il connaît d'importantes transformations au XIXe siècle, notamment avec l'ajout d'une aile nord, qui lui confère encore de nos jours une architecture remarquable[source insuffisante]. 
Les premières traces documentées remontent à 1873, époque où le domaine appartient à la famille Keittinger,,,[source insuffisante],[source insuffisante]. Selon un acte d'acquisition daté de 1828, le domaine est décrit comme « au premier étage d'une belle salle de compagnie, d'une salle à manger, de chambres, d'une cuisine. […] D'autres chambres au second étage, plus deux granges à foin. Au rez-de-chaussée d'une petite pièce servant d'église, d'un four à cuire le pain, deux belles caves ou celliers et écuries, le tout vouté ; d'un superbe escalier en forme de fer à cheval […] »[source insuffisante].
Au XXe siècle, le domaine change plusieurs fois de propriétaires. Il est acquis dans les années 1900 par les Wormser, une famille juive de négociants en vin. Les propriétaires sont cependant déportés à Auschwitz en 1944. Dans les années 1960, il est racheté par la famille Salasc, exploitants agricoles expropriés lors de la création du lac du Salagou. En 1996, la famille Bürher acquiert le domaine et rénove le domaine, lui incluant des fontaines, un jardin à la française, un bassin d'agrément et un colombier d'inspiration italienne.
En 2016, l'homme d'affaires russe Oleg Chirkunov reprend le château et initie la conversion du domaine à l'agriculture biologique, ainsi en 2020, le domaine acquiert la certification agriculture biologique[source insuffisante],. Dès 2023, le domaine est cédé à Francis Ingrand, président de la société montpelliéraine Plug In Digital,. 

## Production
Situé à l'entrée d'Aniane et de Saint-Guilhem-le-Désert, le domaine s'étend sur environ 96 hectares dont 47 hectares plantés[source insuffisante],[source insuffisante]. 

## Télévision
En 2025, le chateau Capion devient le lieu de tournage de la série quotidienne Nouveau Jour, diffusée sur M6. 